# 各務原スポーツ広場

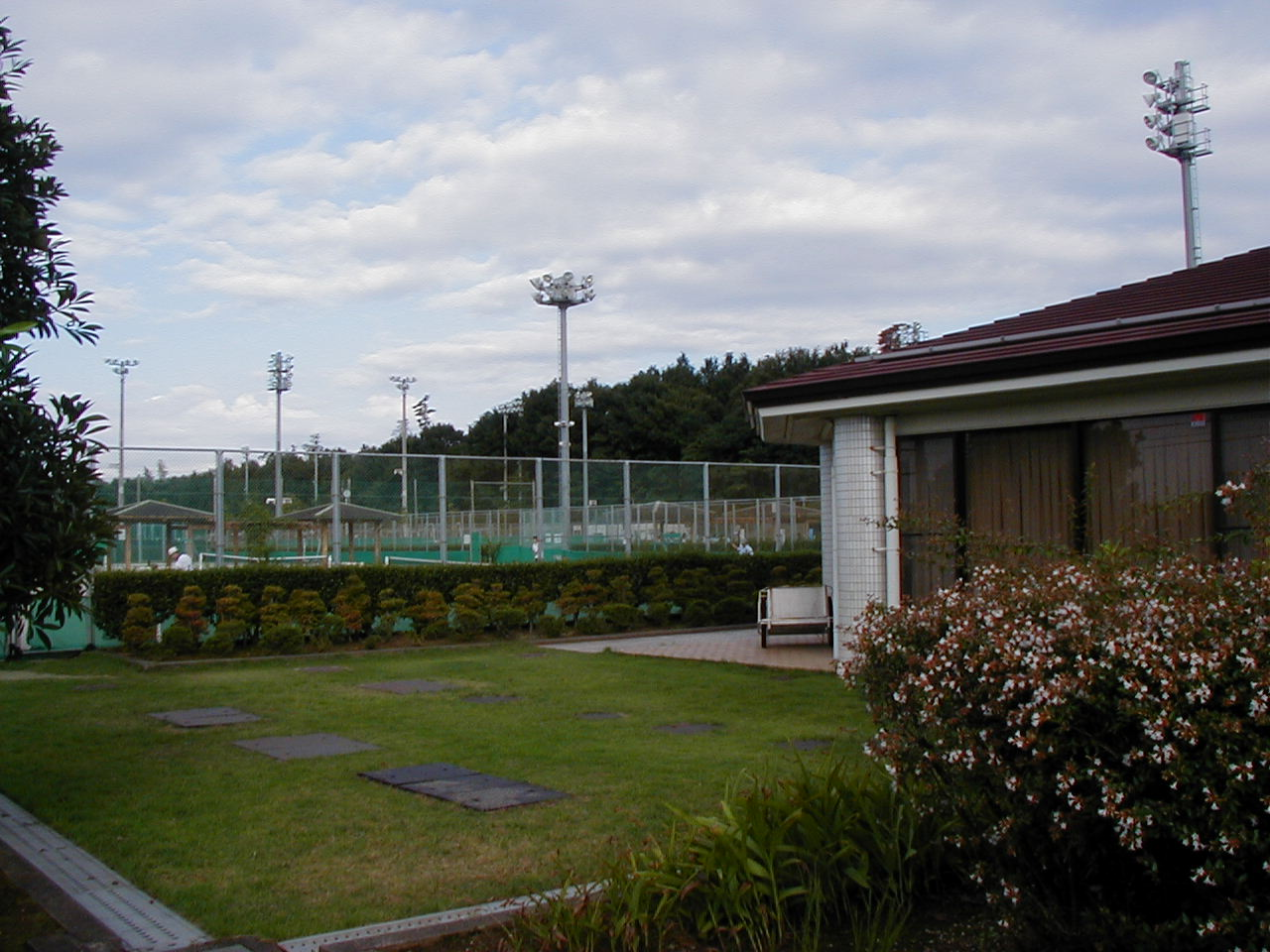
各務原スポーツ広場

各務原スポーツ広場（かかみがはらスポーツひろば）は、岐阜県各務原市が管理・運営するテニスコート8面と多目的運動場（天然芝）からなるスポーツ施設。ソフトテニスの市中学校総合体育大会や市中学秋季大会などの会場としても使用されている。
各務原スポーツ広場と隣接する各務野スポーツの森テニスコートの運営は一体化している。ここでは各務野スポーツの森テニスコートについても合わせて記述する。
ネーミングライツが導入され、岐阜車体工業がネーミングライツパートナーとなった。これにより、各務原スポーツ広場と各務野スポーツの森テニスコートの愛称名が、2023年（令和5年）1月１日から「岐阜車体スポーツ広場」となった。

## 施設概要

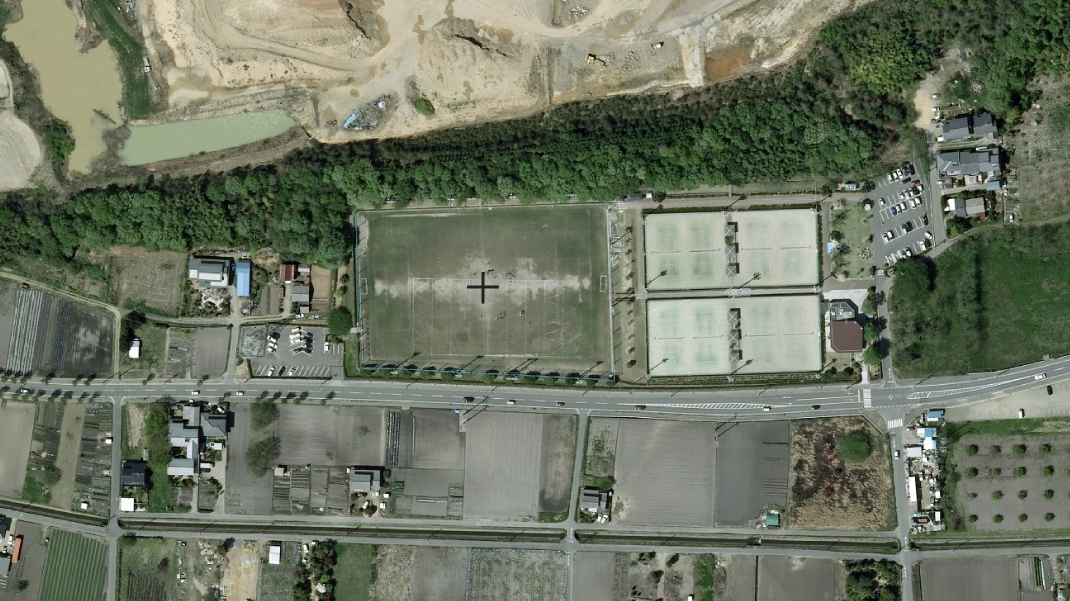
地理院写真

### 各務原スポーツ広場
敷地面積は29334.25m2。
岐阜少年院跡地を各務原市が整備し、1989年（平成元年）4月8日にスポーツ広場として開設。その後旧岐阜少年院東グラウンドを整備し、1992年（平成4年）4月18日に多目的広場を設置する。
テニスコート（全天候型砂入人工芝、夜間照明有）8面、多目的運動広場（全面天然芝、夜間照明有）、管理棟（事務所、ミーティングルーム、更衣室など）がある。事務所は各務野スポーツの森テニスコートの事務所を兼ねる。

### 各務野スポーツの森テニスコート
敷地面積は7038.31m2。2009年（平成21年）7月開設。
テニスコート（全天候型砂入人工芝、夜間照明有）4面がある。

## 住所
- 各務原市各務山の前町1丁目47番地1（各務原スポーツ広場）
- 各務原市各務山の前町2丁目83番地1（各務野スポーツの森テニスコート）

## 利用案内
- 利用時間：
  - 8:00 - 22：00（多目的運動広場（通年）、テニスコート（4月 - 5月、9月 - 2月））
  - 7:00 - 22：00（テニスコート（6月 - 8月））
- 休業日：12月29日 - 1月3日

使用とする日の2ヵ月前から事務所窓口またはインターネット（公共施設予約システム）で予約が必要。多目的広場はテニスの練習などでの貸し出しは行わない。

## 交通アクセス

### 公共交通機関
- JR東海高山本線「各務ケ原駅」下車 徒歩15分
- 名鉄各務原線「名電各務原駅」下車 徒歩15分
- 名鉄各務原線「二十軒駅」下車 徒歩10分
- 各務原市ふれあいバス 東西線「岐阜車体スポーツ広場」下車すぐ

## 施設周辺
- 東海中央病院
- 岐阜県立各務原高等学校
- 各務原市立中央小学校
- 各務原市立中央中学校
- 各務山
- 各務原市弓道場